# 科索沃国际纪录片短片电影节
科索沃国际纪录片短片电影节（DokuFest，全称International Documentary and Short Film Festival）创办于2002年，之后每年的八月份DokuFest都会在科索沃历史名城普里兹伦如期举行。历届DokuFest展映影片数量均超过两百部，目前影展已成为科索沃规模最大的电影节。影展选片范围广泛、类型多元，并特别关注那些以战争、政治、民主、权力以为主题的纪录电影作品，而DokuFest的这一特点也与科索沃所经历过的残酷战争与复杂历史息息相关。
在为期九天的电影节期间，除了影片展映，DokuFest亦会同期举行电影工作坊(Workshops)、摄影展(DokuPhoto)、技术大会(DokuTech)以及音乐之夜(DokuNights)等一系列活动。目前，影展的执行总监为Eroll Bilibani，艺术总监为Veton Nurkollari。

## 历届影展

### 2014科索沃国际纪录片短片电影节
2014年8月16日至24日举行。本届DokuFest共放映来自56个国家与地区的237部电影作品。跨媒体纪录电影Everyday Rebellion与第86届奥斯卡最佳纪录长片《离巨星二十英尺》分别被选作本届电影节的开闭幕电影。本届的DokuFest年度主题为“改变”。

### 2013科索沃国际纪录片短片电影节
2013年8月17日至25日举行，共展映231部纪录片及短片作品。由莎拉·波莉执导的《我们讲述的故事》作为此次电影节的开幕电影于8月17日在露天电影院与观众见面。

### 2012科索沃国际纪录片短片电影节
2012年7月7日到15日举行，开幕影片为5 Broken Cameras。

### 2011科索沃国际纪录片短片电影节
2011年7月23日至31日举行，展映影片超过200部。